# Zovax vangoghi
Zovax vangoghi är en fjärilsart som beskrevs av Stanislas Bleszynski 1965. Zovax vangoghi ingår i släktet Zovax och familjen Crambidae. Inga underarter finns listade i Catalogue of Life.